# Salignac (Gironda)
Salignac, era una comuna francesa situada en el departamento de Gironda, de la región de Nueva Aquitania, que el 1 de enero de 2016 pasó a ser una comuna delegada de la comuna nueva de Val-de-Virvée al fusionarse con las comunas de Aubie-et-Espessas y Saint-Antoine.

## Demografía
| Gráfica de evolución demográfica de Salignac entre 1800 y 2013 |
|                                                                |

Los datos demográficos contemplados en este gráfico de la comuna de Salignac se han cogido de 1800 a 1999 de la página francesa EHESS/Cassini, y los demás datos de la página del INSEE.